# Abel Caballero

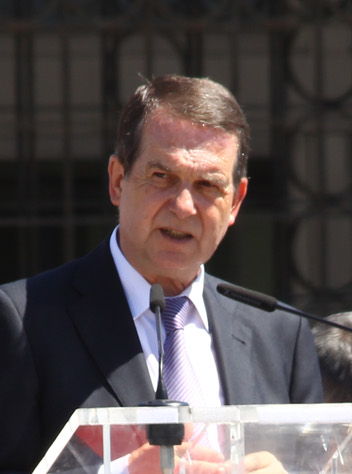
Caballero em 2015

Abel Ramón Caballero Álvarez (Ponteareas, 2 de setembro de 1946) é um economista, político e escritor espanhol. É desde 16 de junho de 2007 alcaide de Vigo, na província de Pontevedra, na Galiza.
É doutor em Ciências Econômicas pela Universidade de Santiago de Compostela e pela Universidade de Cambridge.